# Emeka Anyaoku
Eleazar Chukwuemeka (Emeka) Anyaoku (Obosi (Nigeria), 18 januari 1933) is een voormalig secretaris-generaal van het Gemenebest van Naties en voormalig minister van buitenlandse zaken van Nigeria. Daarnaast heeft hij de titel Ichie Adazie van Obosi, een traditionele Ndichie chief (stamhoofd) titel.

## Biografie
Anyaoku studeerde aan University College Ibadan, indertijd een onderdeel van de University of London. In 1959 trad hij in dienst bij Commonwealth Development Corporation, een financieringsinstelling van het Gemenebest. Na de onafhankelijkheid van Nigeria werd hij diplomaat; hij was van 1963 tot 1966 verbonden aan de Nigeriaanse missie bij de Verenigde Naties in New York. Op verzoek van de eerste secretaris-generaal van het Gemenebest, Arnold Smith, werd hij in 1966 gedetacheerd naar het Secretariaat van het Gemenebest als assistent-directeur voor internationale zaken. Hij bekleedde een aantal functies binnen het Secretariaat en werd in 1977 verkozen tot plaatsvervangend secretaris-generaal.
In 1983 was hij korte tijd minister van buitenlandse zaken van Nigeria. Na een militaire staatsgreep later dat zelfde jaar keerde hij terug naar zijn post als plaatsvervangend secretaris-generaal bij het Gemenebest. In 1989 werd hij door de regeringsleiders van het Gemenebest voor een periode van vijf jaar gekozen tot secretaris-generaal. Deze termijn werd later met een tweede periode van vijf jaar verlengd.
Gedurende zijn loopbaan heeft Anyaoku zich ingezet voor de bevordering van de democratie in Afrika. Hij was nauw betrokken bij vredes- en democratiseringsprocessen in Zimbabwe, Namibië en Zuid-Afrika. Op zijn initiatief werd in 1997 de eerste rondetafelconferentie van Afrikaanse regeringsleiders uit het Gemenebest gehouden die tot doel had om democratie en goed bestuur te bevorderen.
Anyaoku is ook een chief (stamhoofd). Hij is Itchie Adazie van Obosi en Ugwumba Idemili van de Idemili clan. Zijn vrouw Ebunola Olubunmi Solanke is ook een chief. Zowel Anyaoku als zijn vrouw vervullen hun traditionele verplichtingen als stamhoofden.